# Maiden (Film)
Maiden ist ein britischer Dokumentarfilm von Alex Holmes aus dem Jahr 2018 über die erste rein weibliche Crew, die jemals am Whitbread Round the World Race teilnahm.

## Handlung
Maiden erzählt die Geschichte von Tracy Edwards und ihrer Crew, die 1989 als erste rein weibliche Mannschaft am Whitbread Round the World Race teilnahmen. 

## Produktion
Maiden wurde von der Produktionsfirma Grain Media produziert. Die Dreharbeiten fanden an verschiedenen Orten statt, darunter die Küsten von England sowie die verschiedenen Stationen des Rennens. Die Dokumentation montiert historische Aufnahmen mit aktuellen Interviews.

## Rezeption
- „Eine spannende, zutiefst berührende Heldinnenreise mit Siegen jenseits der Ziellinien.“ Morgane Remter in Dokfest München.[1]
- „Maiden ist ein dokumentarisches, bis zur letzten Minute spannendes Abenteuerdrama, das zur Gänze aus Archivmaterial und aktuellen Interviewsequenzen mit Zeitzeugen besteht. (...) Auf eine TV-übliche Erzählerstimme oder erklärende Inserts verzichtet Holmes. Er schneidet gemeinsam mit seiner Cutterin Katie Bryer die Archivbilder so, dass diese wie Erinnerungsbilder aus den Kopfkinos der Befragten erscheinen.“ Katharina Stöger, Der Standard[2]

## Auszeichnungen
Der Film wurde auf verschiedenen Filmfestivals gezeigt und gewann mehrere Auszeichnungen, darunter den Publikumspreis bei den 2020 International Documentary Association Awards.
- Publikumspreis bei den 2020 IDA Awards
- Nominierung beim 2020 British Independent Film Awards